# 华东师范大学法学院
法学院，是华东师范大学的一个学院，成立于2016年2月，其前身为人文社会科学学院法律系。下设教育部青少年法治教育协同创新中心、上海市教育立法咨询与服务基地、上海市教育法研究会秘书处。

## 历史
华东师范大学法学专业最早开设于1997年，起初设立法政系法律教研室，2001年成立法政学院法律系。2007年6月，改为人文社会科学学院法律系，成为独立建制。2016年2月，在原法律系基础上成立法学院。

## 校友
- 刘翔：2001年-2004年就读于华东师范大学法政学院法律系，2004年本科毕业，并获华东师范大学体育与健康学院体育管理学专业硕博连读机会[5][6]。